# Protogarypinus
Genre
Protogarypinus est un genre de pseudoscorpions de la famille des Garypinidae.

## Distribution
Les espèces de ce genre sont endémiques d'Australie.

## Liste des espèces
Selon Pseudoscorpions of the World (version 3.0) :
- Protogarypinus dissimilis Beier, 1975
- Protogarypinus giganteus Beier, 1954

## Publication originale
- Beier, 1954 : Report from Prof. T. Gislén's expedition to Australia in 1951-1952. 7. Pseudoscorpionidea. Acta Universitatis Lundensis, nova series, sér. 2, vol. 50, p. 1-26.